# Front Sozialistischer Kräfte
Die Front Sozialistischer Kräfte (Kabylisch: Tirni Iɣallen Inemlayen; arabisch جبهة القوى الاشتراكية, DMG Ǧabhat al-Qawā al-Ištirākiyya; französisch Front des Forces socialistes, FFS) ist eine sozialdemokratische und säkulare Partei in Algerien, die im Jahre 1963 durch Hocine Aït Ahmed gegründet wurde. Sie ist ein Vollmitglied der Sozialistischen Internationalen.

## Geschichte
Die Front Sozialistischer Kräfte wurde am 29. September 1963 in Tizi Ouzou gegründet, um gegen die Regierung von Ahmed Ben Bella zu opponieren. Der Parteigründung folgend sicherten ihr eine große Zahl von Städten in der Kabylei ihre Unterstützung zu. Die Ben-Bella-Regierung, unterstützt von der Armée de Libération nationale, übernahm schnell die Kontrolle über die aufständischen Städte in einer teils blutigen Konfrontation. Sie mied den direkten Konflikt und zog ihre Kämpfer in die Berge zurück. Von dort aus führten diese einen Guerillakampf. Unter Ben Bellas Nachfolger Houari Boumedienne wurde die bewaffnete Fraktion 1965 militärisch besiegt.
Die Partei boykottierte die Parlamentswahlen 2002 und 2007. Auch die Präsidentschaftswahl 2009 wurde boykottiert.